# Чад (езеро)
Вижте пояснителната страница за други значения на Чад.
Чад (на френски: Tchad; на арабски: بحيرة تشــــاد الكبرى) е голямо, плитко езеро в Африка, в природната област Судан, разположено на териториите на държавите Чад, Камерун, Нигерия и Нигер. Името му на местен език означава „езеро“.

## География
(Данните са от 60-те - 80-те години на XX в. и вероятно са актуални за част от него). Дълбочината на езерото в отделните му части е различно, но като цяло се колебае от 4 до 11 m. Съвременното езеро е разположено на 280 m н.в. Бреговете му са ниски, в повечето части заблатени, на север обградени с пясъчни дюни. Откритите водни пространства на северозапад, юг и югоизток са разделени от пясъчни плитчини, представляващи потънали древни дюни и са обрасли с тръстика и папирус. На североизток и изток са разположени многочислени острови, представляващи върховете на полузалетите дюни.
Основно езерото се подхранва от две големи реки: Шари (осигуряваща около 90% от постъпващата в езерото вода) и Комадугу-Йобе, както и от няколко по-малки (Нгада, Еосерам и др.). В много редки случаи, при екстраординарно високи нива, част от водите на Чад се оттичат на североизток по сухата долина (уад) Бахър ал Газал в падината Боделе, разположена на 155 m н.в. Средната годишна амплитуда на колебанието на езерното равнище е около 1 m. Най-високо ниво на водата се наблюдава през декември и януари, когато водите на река Шари, вливащи се в него са най-пълноводни, а най-ниско – през юли. Близо до устията на вливащите се в него реки водата е прясна, а в останалата част – слабо солена.
От икономическа гледна точка езерото Чад е изключително важно за страните, на чиято територия се намира, най-вече за Чад и Нигер, които имат много сух климат и страдат от недостиг на питейна вода. Блатистите и влажните му брегове са предпоставка за отглеждане на земеделски култури.

## Хронология на промените
След края на последната ледникова епоха (тя завършва между 15 000 и 10 000 години пр.н.е. с краткотрайното Алерьодско затопляне, последвано от ново застудяване, наречено късен дриас) пустинните райони на Сахара далеч не са били толкова обширни, колкото са днес (19.-21. век). Тогава голяма част от територията ѝ е била заета от растителност от средиземноморски тип, фауната също е била много по-разнообразна. Най-богато е било биоразнообразието в планинските райони. Районът на езерото има разнообразна природа и в съвременността. Растителността около езерото е богата по отношение на видове. В него живеят ламантини, хипопотами, крокодили и различни видове риба (годишен улов около 100 000 т), които са важен източник на храна за местното население. Птиците, предимно водни и блатни, живеещи по бреговете му, също осигуряват прехрана.
Смята се, че езерото Чад е остатък от голямо вътрешноконтинентално море, покривало част от територията на днешна Сахара. В последните 20 000 години то многократно променя размера си драстично. След множество анализи на скалите по дъното и бреговете на езерото Чад са установена следната хронология:
- ок. 20 000 пр. н.е. езерото е било напълно пресъхнало или почти пресъхнало.
- ок. 9500 пр. н.е. се напълва отново заради обилните дъждове, паднали над вулкана Тибести. Тогава дълбочината му е била около 15 метра.
- почти цялостно пресъхвание около 8500 пр. н.е.
- ок. 7000 пр. н.е. дълбочината му достига 38 метра. По-късно започва да пресъхва и към 5500 пр. н.е. площта му е била по-малка и от съвременната. Ок. 5500 пр. н.е. езерото пресъхва почти изцяло.
- ок. 4000 пр. н.е. езерото Чад има дълбочина от 65 метра и огромна площ (между 400 000 km² и 1 млн. кв. км).
- ок. 2000 пр.н.е. езерото пресъхва почти изцяло.
- ок. 1000 пр. н.е. има дълбочина от около 17 метра.
- ок. 100 пр. н.е. езерото пресъхва напълно или почти напълно.

Най-скорошните периоди на пресъхване са около 1908 и 1984 година. През 1823 е било едно от най-големите езера в света, но оттогава количеството вода в него намалява значително. През 1960 година площта на езерото Чад е възлизала на 26 000 km² (четвъртото най-голямо в Африка), а днес е малко повече от 1500 km². Това се дължи на повишената консумация на вода в заобикалящите го страни, както и на затоплянето на климата. През 1960 г. е предложен план за отклоняване водите на река Убанги (десен приток на Конго), за да се увеличи количеството вода в езерото и да се осигури нормално подхранване с питейна вода на милиони жители в този регион. Площта му продължава да намалява и то вероятно ще изчезне напълно през XXI век.